# كارل فريدريك دالغرين
كارل فريدريك دالغرين (بالسويدية: Carl Fredric Dahlgren)‏ (و. 1791 – 1844 م) هو شاعر، وكاتب، وقسيس سويدي، توفي في ستوكهولم، عن عمر يناهز 53 عاماً.

## جوائز
حصل على جوائز منها:

Lundblad prize ‏ (1831)